# Johan Murray
Johan Andrés Murray Ramírez (Medellín, 11 de outubro de 1992) é um jogador de vôlei de praia colombiano.

## Carreira
Em 2014, formava dupla com Jorge Luis Manjarrés no circuito sul-americano na etapa de Medellín e finalizaram na nona posição, mesma posição na etapa de Tota
.Na temporada de 2015, estiveram juntos na fase de grupos da Continental Cup em Cochabamba e qualificaram-se para a fase final.
Em 2015, representando Antioquia disputou com Jorge Luis Manjarrés a vigésima edição dos Jogos Desportivos Nacionais em Quibdó e foram semifinalistas. Juntos, atuaram no circuito sul-americano de 2016, a etapa de Cartagena das Índias e terminaram na quarta posição e o bronze na etapa de Santa Cruz de La Sierra, terminou em sétimo no Finals CSV 2015-16 em La Rioja e disputaram a Final da Continental Cup em Santiago. 
Na temporada de 2017, ao lado de Jorge Luis Manjarrés, conquistaram a medalha de bronze nos Jogos Bolivarianos de Santa Marta. Juntamente com Jorge Luis Manjarrés, conquistou no circuito sul-americano de 2018, o décimo terceiro lugar em Nova Viçosa, nona posição no Grand Slam de Rosário (Argentina), a quarta posição na etapa de Coquimbo, quinta posição na etapa de Cañete, o nono lugar na posição em Santa Cruz de Cabrália e o sexto lugar na etapa de Montevidéu.
Na edição dos Jogos Centro-Americanos e do Caribe de 2018 em Barranquilla atuou novamente ao lado de Jorge Luis Manjarrés e conquistaram a medalha de bronze. Juntos competiram em 2019, terminou em nono lugar na etapa do circuito sul-americano de São Francisco do Sul e o nono lugar na etapa de Coquimbo. E representando Antioquia disputou com Jorge Luis Manjarrés a vigésima primeira edição dos Jogos Desportivos Nacionais em Cartagena das Índias e foram medalhistas de bronze, terminaram na quinta posição na edição dos Jogos Sul-Americanos de Praia de 2019 em Rosário (Argentina) e conquistaram o vice-campeonato na etapa de Mar del Plata.Em 2021, disputou a IV Jogos Desportivos Nacionais de Mar e Praia em Bogotá e esteve com Jorge Luis Manjarrés na conquista da medalha de ouro.
Em 2022, formou dupla com Sneider Rivas e disputaram os Jogos Bolivarianos de 2022 em Valledupar forma medalhistas de bronze.e conquistaram bons resultados no circuito sul-americano 2021-22, como o quinto lugar em San Juan (Argentina) e em Mollendo, além do vice-campeonato em e Cochabamba, e o quinto lugar no Finals CSV 2021-22 em Uberlândia e terminaram no trigésimo sétimo lugar no Mundial de Roma 2022.No Circuito Sul-Americano de 2023, estiveram juntos na etapa de Rancagua e o décimo terceiro lugar no Finals CSV 2022-23 em Uberlândia ao lado de Jorge Luis Manjarrés, com este jogador  disputou os Jogos Sul-Americanos de Praia de 2023 em Santa Marta (Colômbia) e terminaram na quinta posição e com Juan Carlos Noriega disputou os Pan de Santiago 2023 e terminaram na décima posição.